# Кемпбелл-Ривер 11
Кемпбелл-Рівер 11 (англ. Campbell River 11) — індіанська резервація в Канаді, у провінції Британська Колумбія, у межах регіонального округу Страткона.

## Населення
За даними перепису 2016 року, індіанська резервація нараховувала 381 особу, показавши скорочення на 10,1%, порівняно з 2011-м роком. Середня густина населення становила 324,3 осіб/км².
З офіційних мов обидвома одночасно володіли 10 жителів, тільки англійською — 370. Усього 10 осіб вважали рідною мовою не одну з офіційних, з них усі — одну з корінних мов.
Працездатне населення становило 62,7% усього населення, рівень безробіття — 21,6%.

## Клімат
Середня річна температура становить 9,4°C, середня максимальна – 19,6°C, а середня мінімальна – -2,4°C. Середня річна кількість опадів – 1 561 мм.
| Клімат поселення                              | Клімат поселення | Клімат поселення | Клімат поселення | Клімат поселення | Клімат поселення | Клімат поселення | Клімат поселення | Клімат поселення | Клімат поселення | Клімат поселення | Клімат поселення | Клімат поселення | Клімат поселення |
| Показник                                      | Січ.             | Лют.             | Бер.             | Квіт.            | Трав.            | Черв.            | Лип.             | Серп.            | Вер.             | Жовт.            | Лист.            | Груд.            |                  |
| Середній максимум, °C                         | 7,61             | 8,92             | 10,75            | 13,17            | 16,52            | 19,36            | 19,49            | 19,63            | 16,54            | 12,08            | 8,17             | 5,54             |                  |
| Середня температура, °C                       | 2,61             | 3,91             | 5,73             | 8,16             | 11,51            | 14,36            | 16,92            | 17,06            | 13,97            | 9,51             | 5,57             | 2,97             |                  |
| Середній мінімум, °C                          | −2,4             | −1,09            | 0,73             | 3,15             | 6,51             | 9,35             | 14,34            | 14,47            | 11,38            | 6,93             | 3,00             | 0,38             |                  |
| Норма опадів, мм                              | 226              | 153              | 138              | 98               | 71               | 62               | 42               | 47               | 60               | 174              | 254              | 236              |                  |
| Середньомісячна швидкість вітру, м/с          | 3.28             | 3.12             | 3.35             | 3.35             | 3.25             | 3.28             | 3.23             | 2.91             | 2.72             | 2.98             | 3.41             | 3.27             |                  |
| Середньомісячна сонячна радіація, кДж/м²·день | 2841             | 5507             | 9703             | 14573            | 18481            | 19851            | 20445            | 17527            | 12511            | 6725             | 3344             | 2207             |                  |
| --------------------------------------------- | ---------------- | ---------------- | ---------------- | ---------------- | ---------------- | ---------------- | ---------------- | ---------------- | ---------------- | ---------------- | ---------------- | ---------------- | ---------------- |
| Джерело:                                      |                  |                  |                  |                  |                  |                  |                  |                  |                  |                  |                  |                  |                  |